# Laodicea del Líban
Laodicea del Líban (en llatí Laodiceia ad Libanum, en grec antic Λαοδίκεια ἡ πρὸς Λιβάνῳ) era una ciutat de Síria que esmenta Estrabó a la vora de l'Orontes, prop del seu naixement, a l'inici del Districte de Marsyas.
Claudi Ptolemeu l'anomena Cabiosa Laodicea (Καβίωσα Λαοδίκεια, 5.15), nom que també dona al districte (Cabiosa Laodicene) (Λαοδικηνή), i diu que hi havia dues ciutats més: Paradisus (Παράδεισος) i Jabruda (Ἰάβρουδα). En canvi, Plini el Vell i altres l'anomenen Laodicea de Líban (Naturalis Historia V.23). Les seves ruïnes s'han trobat a 25 km al sud d'Homs.